# Dům čp. 311 (Mikulášovice)
Dům čp. 311 v Mikulášovicích pochází z konce 18. století. Podstávkový dům se dochoval s množstvím původních prvků v interiéru i exteriéru (břidlicové obklady stěn). Roku 2005 byl prohlášen kulturní památkou.

## Historie
Podstávkový dům čp. 311 byl postaven na konci 18. století. Představuje příklad lidové architektury typické pro 18. a 19. století a pro oblast Šluknovského výběžku a Horní Lužice. Za dobu své existence neprošel rušivými zásahy. Ve druhé polovině 19. století byla levá hospodářská část domu upravena na obytnou a přibyly břidlicové obklady. Ve 20. století došlo k výměně střešní krytiny. Dne 20. dubna 2005 byl dům prohlášen nemovitou kulturní památkou. Stavba je v soukromém vlastnictví a je využívána k bydlení.

## Popis
Dům stojí na obdélném půdorysu. Delší strana s pěti podstávkami je orientovaná k vedlejší ulici, zadní delší strana z rozměrných nehraněných trámů pak k Mikulášovickému potoku. Přízemí podstávkového domu je roubené s výjimkou západní zděné stěny, zdivo v patře je hrázděné, ze tří stran nesené podstávkami. Vnější stěny přízemí, patra i štítů jsou obloženy břidlicí a vláknocementovými šablonami (eternit), přičemž hlavní průčelí a východní štít nesou ornamentální vzory. Mělce osazená špaletová okna opatřená větracím okénkem mají šest tabulek a doplňují je zasouvací okenice a parapetní římsa. Asymetrickou střechu pokrývají vláknocementové šablony.
Vnitřní dispozice domu je trojdílná. V chodbě a hlavní světnici jsou na stropě viditelné trámy, ve vedlejší světnici (původně hospodářská část) nikoliv. Podlahu tvoří keramická a granodioritová dlažba a prkna. Dispozice hrázděného patra je shodná s přízemím. Zachovaly se cenné původní prvky interiéru, jako kované zámky, vyřezávané zábradlí či kachlová kamna. Střechu nese hambalkový krov, jehož jednoduchou stolici doplňují ondřejské kříže a středová vaznice.